# 三股町コミュニティバス

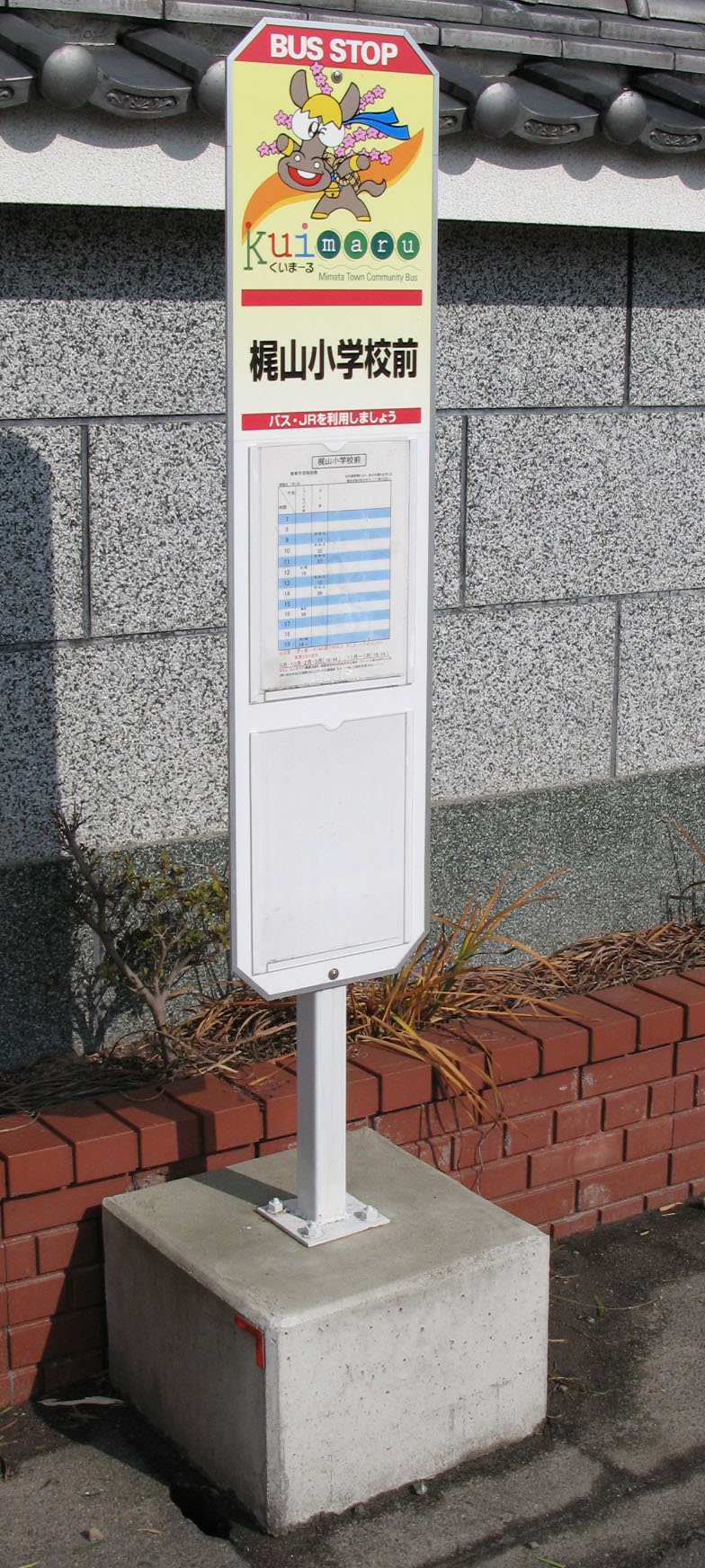
「くいまーる」のバス停

三股町コミュニティバス（みまたちょうコミュニティバス）は、宮崎県北諸県郡三股町にて運行しているコミュニティバスである。

## 概要
町が宮崎交通に委託して運行していた「廃止路線代替バス」路線に対する赤字補助の増大への対策として、宮崎交通委託路線を一部取りやめ、直営のコミュニティバス運行に踏み切った。
- 運賃は1回利用100円均一で、保護者同伴の未就学児は無料。
  - 2,000円で1か月間乗り放題の「フリーバス券」もある。
  - 1,000円で100円券×12枚綴の「回数券」もある。
- 12月29日 1月3日は運休。但し、通学支援コースはいずれも土曜・日曜・祝日は運休。
- 運行形態は、道路運送法の規定に基づく自家用自動車（白ナンバー車）による有償運送である。
- 「くいまーる」の愛称が付けられている。また、「じゃんかん君」という名のイメージキャラクターを、採用している。
  - 「くいまーる」の由来は、「車」を表す方言の「くいま」と、バスが循環するイメージの「まーる」を合わせた造語である[1]。
  - 愛称、イメージキャラクターとも、運行開始前に町内で公募した中から選ばれたものである。

## 沿革
- 2007年4月1日 - 運行開始。
  - 当時は5路線で、生活支援の3路線（日中時間帯、曜日限定運行）と、通学支援の2路線（朝夕時間帯）とが運行されていた。
- 2009年10月1日 - 運行ルート及び時刻改正。
- 2011年4月1日 - 時刻改正。
- 2012年4月1日 - 運行ルート及び時刻改正。
- 2013年4月1日 - 運行ルート及び時刻改正。

## 路線
以下のコースがある（2013年4月1日現在）。
長田・梶山（生活支援）コース
- サテライト三股 - 三股ひろせ本店前 - JR三股駅前 - 三股小学校前 - 武道館前 - 文化会館前 - 三股中学校前 - 早馬神社入口 - 梶山入口 - 牧野 - しゃくなげの森 - 大八重

長田・梶山（通学支援）コース
- JR三股駅前 - 武道館前 - 文化会館前 - 三股中学校前 - 早馬神社入口 - 梶山入口 - 牧野 - しゃくなげの森 - 大八重

内ノ木場・梶山（生活支援）コース
- サテライト三股 - 三股ひろせ本店前 - JR三股駅前 - 三股小学校前 - 武道館前 - 文化会館前 - 三股中学校前 - 早馬神社入口 - 梶山入口 - 仮屋農村広場 - 内ノ木場

樺山・宮村・植木（生活支援）コース
- サテライト三股 - ひろせ本店前 - JR三股駅前 - 三股小学校前 - 早馬神社入口 - 三股中学校前 - 文化会館前 - 上米 - 中米 - 谷 - 小鷺巣 - 宮村第2団地前

樺山・宮村・植木（通学支援）コース
- JR三股駅前 - 武道館前 - 文化会館前 - 三股中学校前 - 中米 - 谷 - 小鷺巣 - 宮村第2団地前 - 浄水場前 - ひろせ本店前 - JR三股駅前
  - 循環系統で、双方向の便がある。

田上・蓼池（生活支援）コース
- JR三股駅前 - 武道館前 - 文化会館前 - 三股中学校前 - 早馬神社入口 - 三股小学校前 - JR三股駅前 - ひろせ本店前 - 勝岡 - 蓼池 - 田上 - 唐杉 - 新地馬場集落館

田上・蓼池（通学支援）コース
- JR三股駅前 - 武道館前 - 文化会館前 - 三股中学校前 - 早馬神社入口 - 梶山入口 - 唐杉 - 田上 - 蓼池 - 勝岡 - ひろせ本店前 - JR三股駅前
  - 循環系統で、双方向の便がある。

## 車両
- 35人乗りマイクロバス（日野・リエッセ）２台と、15人乗りワゴン車を１台使用している。

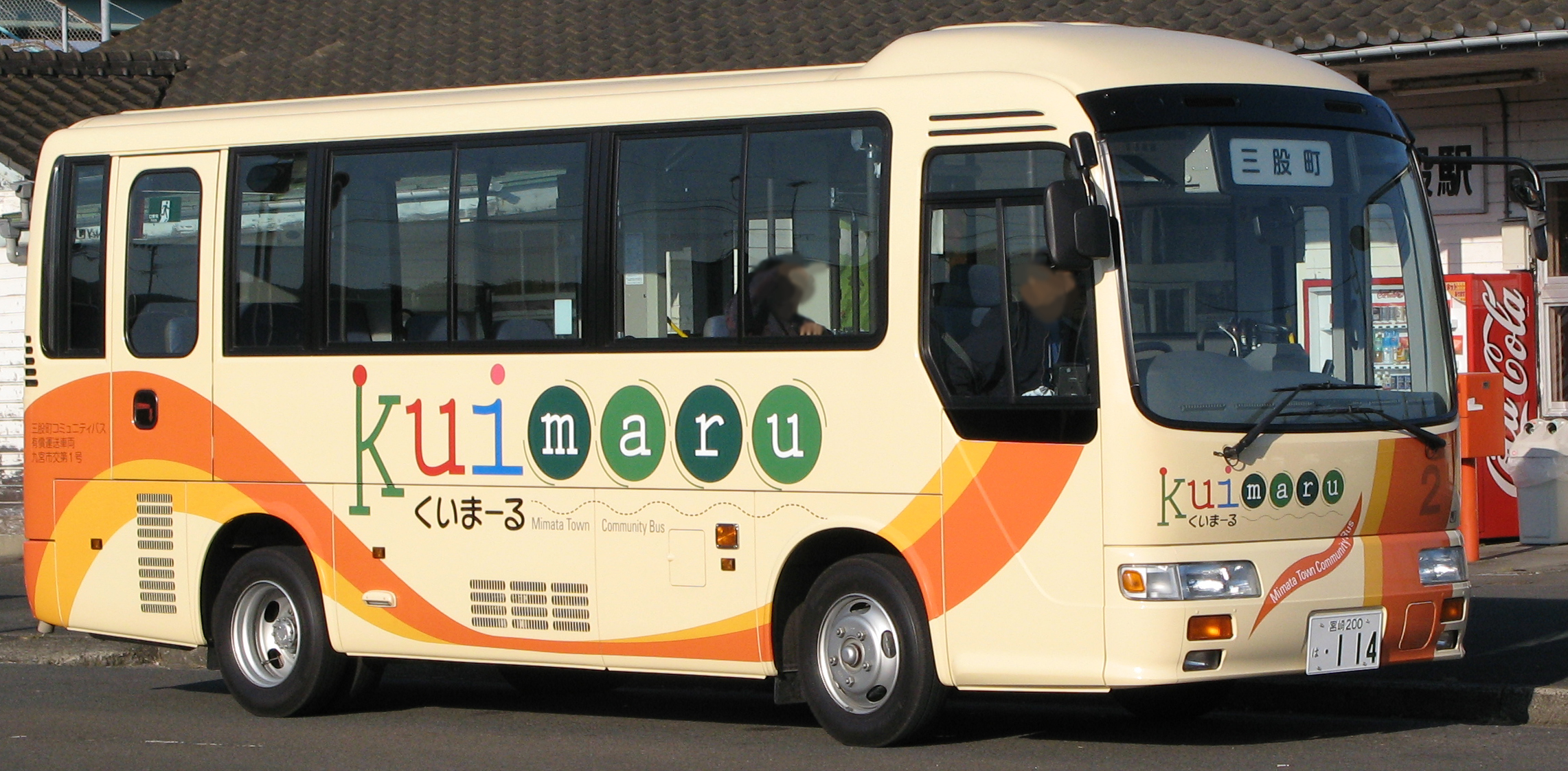
「くいまーる」の車両（リエッセ）